# 埃莉萨·里高多
埃莉萨·里高多（義大利語：Elisa Rigaudo，1980年6月17日—），意大利女子田径运动员。她曾代表意大利参加2004年、2008年、2012年和2016年夏季奥林匹克运动会田径比赛，其中2008年奥运会获得一枚铜牌。